# Leda Moreno

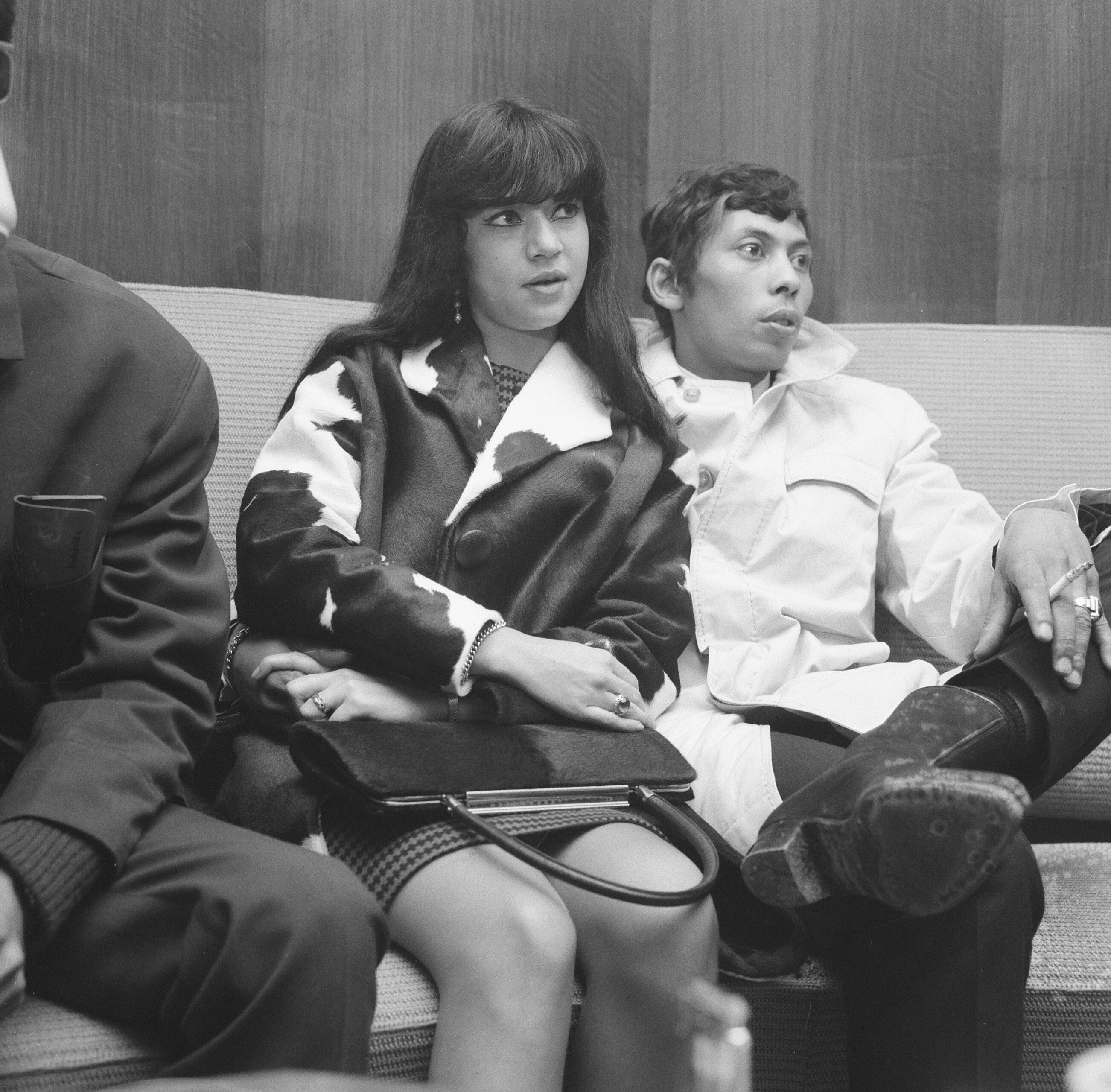
Leda Moreno (1966)

Leda Moreno (* 26. Mai 1945 in Mexiko-Stadt) ist eine mexikanische Sängerin. Die Tochter des mexikanischen Chemieingenieurs Mario Moreno und der deutschstämmigen Margot Hohmann Kuhlmann zählte zu den wenigen Sängerinnen der mexikanischen Rock-’n’-Roll-Ära der frühen 1960er Jahre und war berühmt wegen ihres für Mexiko ungewöhnlichen Jodelstils, der in Liedern wie La Montañesa und Jokelí zum Ausdruck kommt.

## Leben
Ihre musikalische Ausbildung erhielt Leda Moreno zunächst durch ihre Mutter, mit der sie von klein auf Lieder der deutschen und mexikanischen Folklore sang, sowie durch ihr Studium an der Universidad Femenina de México (UFM). Nachdem sie die Bekanntschaft der Gruppe Los Hermanos Carrión gemacht hatte, wurde sie von Eduardo „Lalo“ Carrión zu einer professionellen Gesangskarriere inspiriert. Im Alter von 16 Jahren nahm sie, auf der Gitarre begleitet von Lalo Carrión, bei den Columbia Records das Lied Little Devil von Neil Sedaka auf. Wegen ihrer überzeugenden Stimme erhielt sie noch am selben Tag einen Plattenvertrag und Columbia brachte von ihr zwei Langspielplatten auf den Markt. Die erste Publikation erschien 1961 mit dem Titel La Sensacional Leda Moreno (DCA-215). Das darauf veröffentlichte Lied La Montañesa verhalf ihr zum Durchbruch.
1965 heiratete sie den niederländischen Musiker Ruud de Wolff, der zusammen mit seinem Bruder Riem das Doo-Wop-Duo Blue Diamonds bildete. Mit ihm ließ sie sich in Deutschland nieder und begann, auch als Songwriterin zu arbeiten.
1969 brachte sie bei Polydor eine Single (S 1169) mit den deutschsprachigen Liedern Es Ist Immer Dieselbe Geschichte und In Das Traumland Der Liebe heraus.